# 真田丸

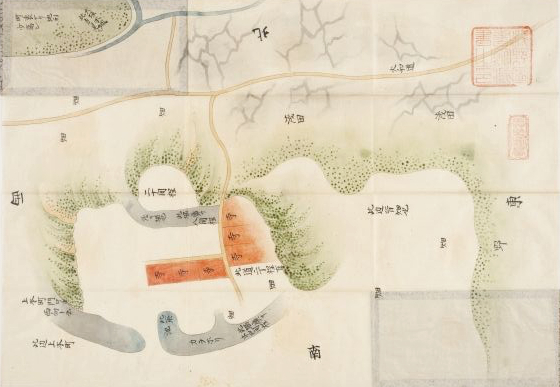
『諸国古城之図』摂津 真田丸（広島市立中央図書館）蔵。北（大坂城本丸方向）を上にして表示。

真田丸（さなだまる）は、1614年（慶長19年）の大坂の陣（冬の陣）において、豊臣方の真田信繁（幸村）が大坂城（北緯34度41分15.4秒 東経135度31分36.6秒 / 北緯34.687611度 東経135.526833度）平野口の南に構築した出城・曲輪（出丸）である。

## 概要
豊臣秀吉が築いた大坂城は上町台地の北端に位置し、三方を猫間川・平野川・大和川・淀川・東横堀川などに守られていたが、真田丸の築かれた地続きとなる南方だけは空堀のみであった。
そのため、防御が手薄で大坂城の脆弱部であると思われているが、千田嘉博は「大坂城の最弱部は、上町台地の中央部、真田丸の西のあたりであり、ここは地形の高低差が少なく、惣堀の幅も狭い。信繁は、真田丸という突出部を築くことで、真田丸に敵の注意を引きつけ、大坂城の真の弱点を見逃しやすくした」と述べている。また千田は、真田丸の背後には幅200メートルにもおよぶ深い谷があり、信繁は、真田丸がたとえ落とされたとしても、その谷が大坂城を守りつづけてくれると見越して、この場所に真田丸を築いたと指摘している。この南惣構堀である空堀の東部に設けられた虎口が平野口である。
1614年（慶長19年）、豊臣氏と徳川方との関係が悪化し、大坂方は諸国から浪人衆を集める。幽閉中の高野山から脱出して大坂城に入城した真田信繁は、積極的な出撃を主張するが、大坂方は篭城策を採る。信繁は1600年（慶長5年）に、第二次上田合戦において馬出しを利用した戦術を経験しており、信繁は南からの攻勢を想定し、平野口に独立した出城を築き、自らが守備につくことにより徳川方の攻撃を食い止めようとした。12月4日（1615年1月3日）早朝、徳川方の前田利常、井伊直孝、松平忠直らの軍勢が攻勢を開始し、真田丸の戦いが行われる。ここで信繁は徳川方の兵を策によって多く引き込んで破ることに成功した。
冬の陣の終了後、和議の条件により真田丸は破壊された。夏の陣の終了後に造成された小橋寺町を境に、その西側が真田山、東側が宰相山と呼ばれるようになった。江戸期の絵図では、付近に加賀築山や越前築山といった記載も見られる。
なお、1939年（昭和14年）に開園した真田山公園に、真田山町という町名が1965年（昭和40年）に付けられたが、真田丸跡を特定するものではない。真田丸の所在地は、上町台地東端の旧字名「真田山」(現・明星学園付近)に存在したのではないかと推定されている。
2016年（平成28年）には、2月に明星学園テニスコートの外側に真田丸顕彰碑が建てられたほか、7月には島根県松江市で実態を示す新たな絵図の発見が、12月には初の学術発掘調査により遺構と推測される盛り土の発見がなされた。

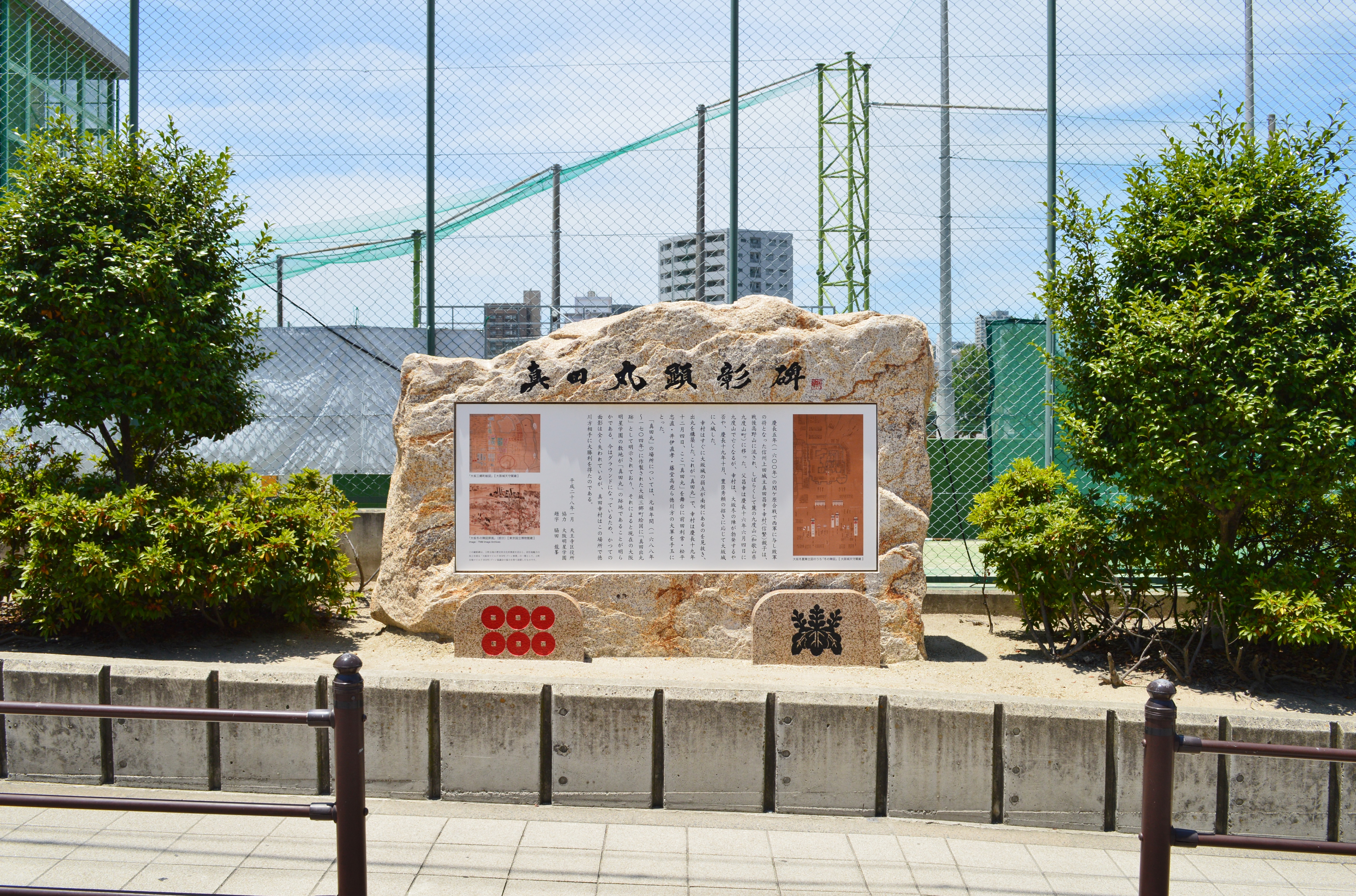
真田丸顕彰碑

## 構造

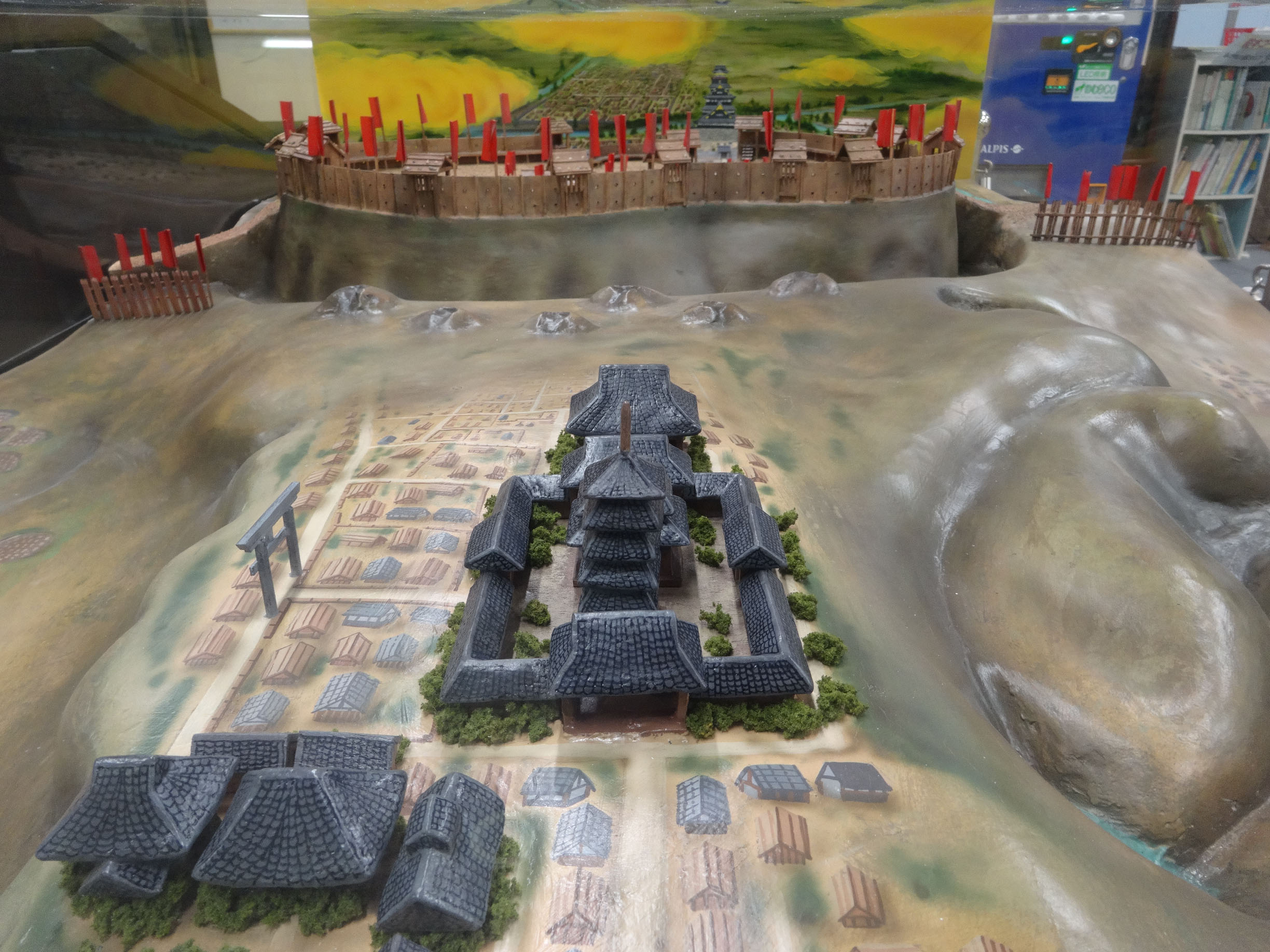
復元ジオラマ（大阪府・天王寺区役所）千田嘉博監修。手前は四天王寺

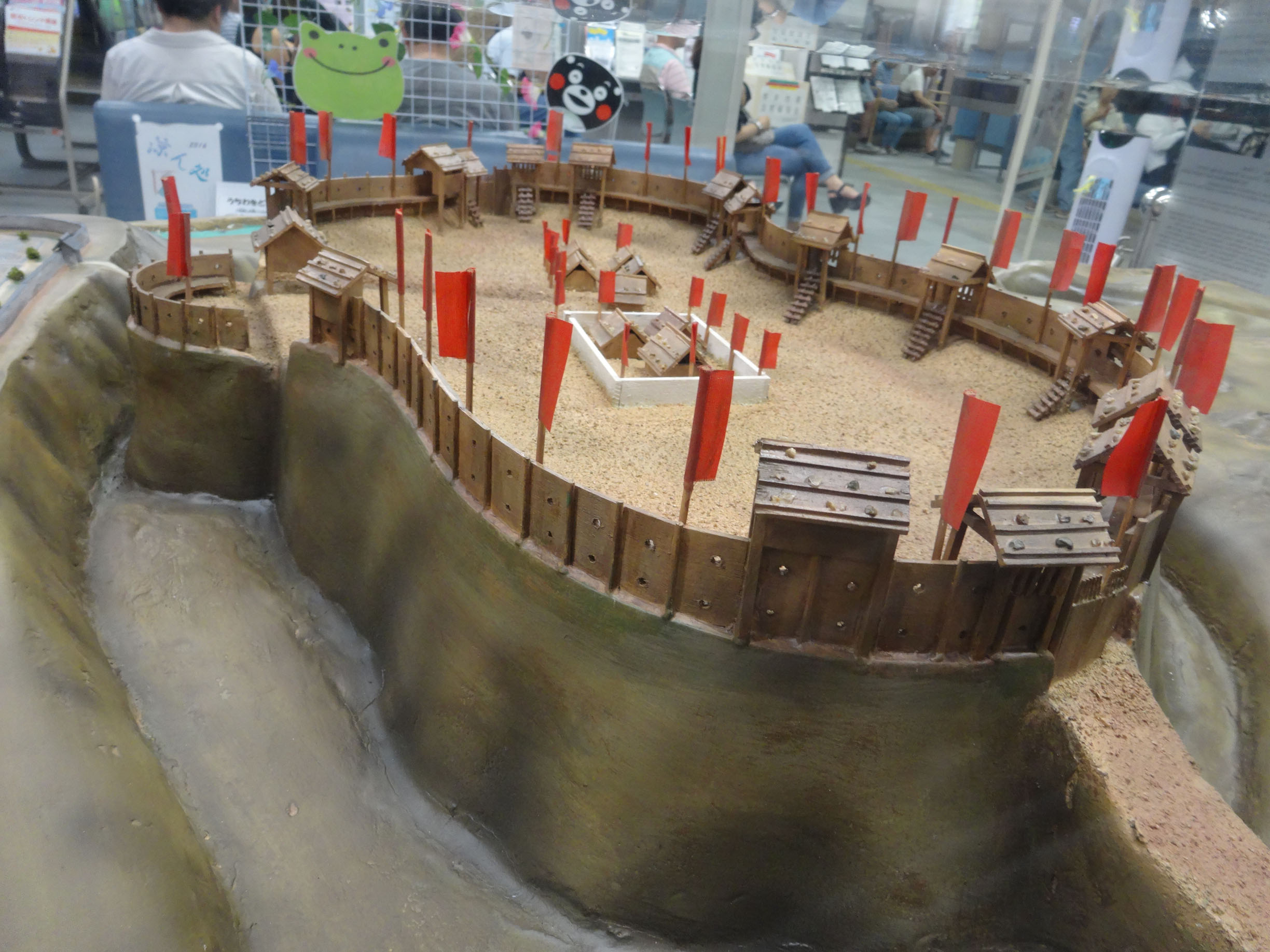
真田丸模型部分

大阪文化財研究所・大阪歴史博物館によって豊臣時代の上町台地周辺の地形が復元された。これによると、真田丸の北側には幅200メートルの谷があるため大坂城惣構えから孤立した立地にあり、大坂城の惣構えと隣接していたとする通説が誤りであることが判明した。規模について、城郭考古学者の千田嘉博は通説の南北220メートル、東西140メートルよりも大きかったのではないかと指摘し、坂井尚登によると小曲輪を含めると南北270メートル余、東西280メートル余（堀の幅は除く）と推定している。半円形の曲輪で出口は後方と両脇に位置し、三方に堀・塀を配し、外側には三重の柵を敷いた。陣図屏風などの絵図では、方型の角馬出しとして描かれる。
多くの絵図では、真田丸は大坂城に隣接した半円形の出丸（曲輪）として描かれていることが多かった。しかし『浅野家文庫諸国古城之図』が採録した『摂津 真田丸』の絵図を調査した千田嘉博によると、真田丸は半円形ではなく不定形の形の城であったとする。これに対して坂井尚登は形態は正方形に近い五角形の平面体とする。また『摂津 真田丸』では徳川軍の迫る南側だけでなく、大坂城に面した北側にも堀を設け北側からの攻撃にも対処した曲輪を備えて描かれていたことから、真田丸が惣構えに従属した施設だったのではなく、全方向からの攻撃に備えた独立した出城であったことが判明した。
一方、藤本正行は、大阪城に面した北側の堀について真田丸が作られる以前から存在していた可能性があること、また、真田丸と惣構の間が土橋で繋がっていることが多くの絵図により確認でき、真田丸は孤立していないことを指摘している。真田丸を設けた目的は、大坂城の弱点補強のための簡易的な出丸ではなく、徳川軍をおびき寄せて打撃を与える、より積極的な「攻撃のための出城」であったことが指摘されている。出入口は東西二ヶ所あり、西側の出入口は惣堀に近い場所に設置されていた。敵がここから侵入すると、惣構え内と真田丸との十字砲火を受けることになる。藤本正行は、『当代記』に「此丸ハ惣構江横矢俄二取手シ曲輪也」とあることから、側面攻撃を行うために築かれたとする。

## 研究動向
平山優によると真田丸研究の論点は以下の通りである。
- 所在推定地は「真田山」の地名がある現・明星学園（北緯34度40分19.4秒 東経135度31分32.4秒 / 北緯34.672056度 東経135.525667度）付近で確定。
- 規模は、南北220メートル×東西140メートル説と、南北270メートル余×東西280メートル余（堀の幅を除く）説の2説がある。
- 形態は、丸馬出説と矩形に近い五角形説の2説がある。
- 軍事的意義は、通常の大坂城弱点補強説、惣構との連携を背景にした拠点説、「城外孤立」の砦として敵を集中させ撃破する攻めの拠点説の3説がある。

## 史料
- 『山口休庵噺』
- 『慶元記』
- 『摂津名所図会大成』巻3

## 周辺情報

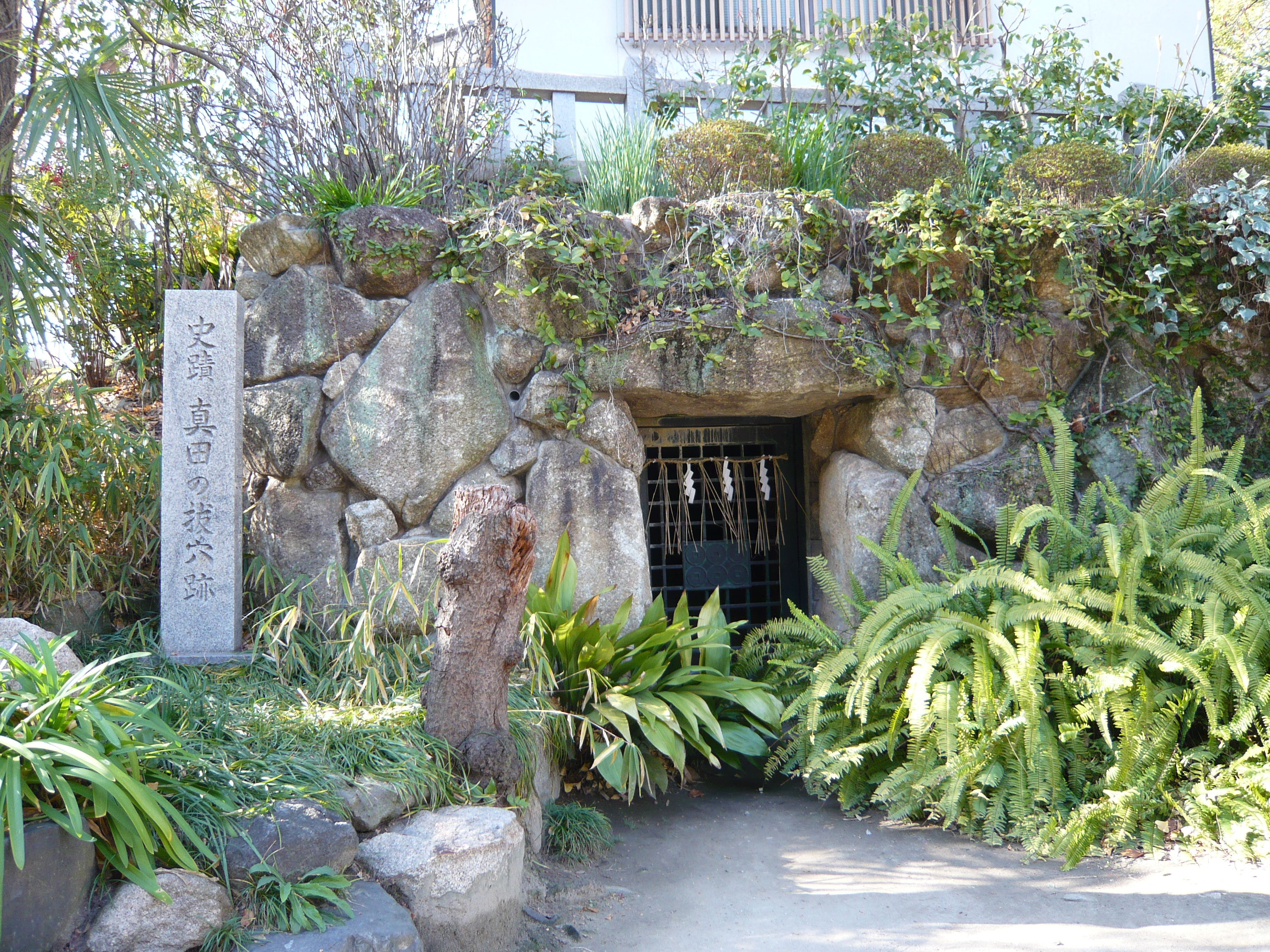
三光神社境内にある大坂城へ通じていたと伝わる真田の抜け穴跡。

- 三光神社

大阪市天王寺区玉造本町、宰相山に鎮座する神社。境内に大坂城からの抜け穴とされる跡が残っているが信ぴょう性は薄く、徳川方が掘った坑道又は真田丸を攻めた前田軍の塹壕の痕跡の可能性が高いとされている。
- どんどろ大師

大阪市天王寺区空堀町に所在する高野山真言宗の寺院。「摂津名所図会大成」巻3に拠れば、どんどろ大師の寺誌とともに、「真田丸」跡地の意味である「別堡（でまる）古趾 俗に大師山といふ」という記載がある。同書には、現在の大阪市天王寺区空清町に所在する円珠庵の寺誌の内に、「真田別堡古趾」（真田丸跡地）の項目を立て、その説明として、円珠庵より眺望できる、東南の一堆の丘は俗に大師山と称されており、その丘は、一説には真田幸村が籠もった出丸で、捨郭であるとされる。また、出丸は今の清水谷にあったという説があると記載されている。